# Wolfgang Paul
Wolfgang Paul (ur. 10 sierpnia 1913 w Lorenzkirch, zm. 7 grudnia 1993 w Bonn) – niemiecki fizyk, laureat Nagrody Nobla w 1989.

## Życiorys
Urodził się w rodzinie pastorów luterańskich, miał pięcioro rodzeństwa. Wychował się w Monachium, gdzie skończył gimnazjum. Jego ojciec umarł kiedy Wolfgang miał 15 lat.
Od 1952 był profesorem Uniwersytetu w Bonn, w latach 1970–1975 dyrektor Deutsches Elektronen-Synchrotron w Hamburgu. W pracy naukowej zajmował się przede wszystkim fizyką jądrową i cząstkami elementarnymi. W latach 50. skonstruował pierwsze pułapki jonowe. Należał do grupy niemieckich naukowców będących przeciwnikami broni atomowej znanej jako Göttinger 18.
W 1989, razem z Hansem Dehmeltem, został laureatem Nagrody Nobla za skonstruowanie pułapek jonowych (w tym samym roku, niezależnie od Paula i Dehmelta, Nagrodę Nobla w dziedzinie fizyki otrzymał Norman F. Ramsey). W 1980 otrzymał Pour le Mérite za Naukę i Sztukę.